# Marco Gentile (regista)
Marco Gentile (Milano, 1976) è un regista italiano.

## Biografia
Nato a Milano e laureato alla Statale nel 2002, inizia subito a lavorare nel campo cinematografico, attività che già intraprendeva durante gli studi. Successivamente si sposta a Boston dove approfondisce gli studi in materia di cinema e dei media. Quindi lavora come regista a Los Angeles. Lavora tra Milano, Londra e Parigi come regista di spot pubblicitari, videoclip musicali e documentari. Da febbraio 2011 lavora in esclusiva per la Filmmaster.
Nel 2010 ha vinto il Leone d'Argento al festival Cannes Lions per uno spot della rivista Rolling Stone.

## Filmografia

### Video musicali
- Coolio - Gangsta Walk[4][5] (feat. Snoop Dogg e Gangsta-Lu) (2006)
- Elisa - Someone to Love[6] (2010)
- Le Strisce - Fare il cantante (2009)
- Malika Ayane - Feeling Better (2008)
- Marlene Kuntz - Musa[7] (2007)
- Minnie's - Per cosa si uccide (2010)
- Negramaro - Via le mani dagli occhi[8] (2008)
- Nena - Nella tua mente (2009)
- Prozac+ - Luca (2004)
- Subsonica - La glaciazione[9] (2007)
- Tiziano Ferro - Scivoli di nuovo (2009), Balla per me[10] (feat. Jovanotti) (2020)
- TooMuchBlond - Theo è solo (2008)
- Verdena - Muori delay (2007), Caños (2007)

### Spot
- Veneta Cucine per Veneta Cucine
- Either Drink or Drive per AIVIS
- Find Your Freedom per Replay
- Shadows per Freddy
- Istanbul per Freddy[11]
- Tod's Director's Cut per Tod's
- We Used to per Caffè Motta
- Movement per Romaeuropa Festival[12]
- Carrera Director's Cut per Carrera
- After All, no Regrets per Carrera
- Life and Roll per Rolling Stone premiato con un Leone d'Argento al Festival internazionale della pubblicità
- Traces per Mercedes-Benz[13]
- Start Living Again per Pierre Ancy[14]
- Fluido vivo per Eni[15][16]
- Kate per Liu Jo[17]
- Ariete[18]
- Campagna sociale sul papilloma virus[19]
- Piano di prevenzione edilizia[20]
- Campagna sociale Guida sicura[21]

### Altri lavori
- Backstage Casa 69 dei Negramaro